# D4DJ 쇼트 애니메이션
D4DJ 쇼트 애니메이션(일본어: D4DJショートアニメ)은 D4DJ의 단편 애니메이션이다.

## 개요
2023년 10월 25일~2024년 1월 24일 '수요일의 D4DJ'에서 방송되는 D4DJ의 숏 애니메이션(방송 종료 후 D4DJ 공식 유튜브 채널인 shorts(이하 숏 동영상)에서 아카이브가 진행된다).
본작은 본편과는 크게 다른 분위기나 작화로 되어 있다…라고 할까 여러가지 의미로 슐. 단순한 「쇼트 애니메이션」이 아니라 「쇼트 동영상으로 전달되는 애니메이션」이기 때문일까.
시나리오 원안은 교실 구석의 남자·이름은 잭씨, 작화는 새롭다. 기모치씨, 애니메이션 제작은 알란샤프트가 담당하고 있다.
회차는 총 13화(1쿨).

## 역사
'쁘띠미쿠' 방영 후 2년이 지난 뒤인 2023년 10월 25일, '수요일 D4DJ 구르미쿠 3주년 SP'에서 유튜브 쇼트 애니메이션 1회가 방영되는 것으로 결정됐다.최초로 공개된 1화의 선행 컷을 보면, 본편이나 여러 미디어 믹스와는 전혀 다른 분위기나 작화가 되어 있기 때문에, 지금까지와는 전혀 다른 작품이 될 것이라고 생각되었다. 그리고 그 선행 컷이 「미몽이 가지고 있는 지폐가 5000조엔 권으로 되어 있다」라고 하는 전개의 한 컷이 되어 있다는 것으로부터, 카오스도가 지금까지보다 높은 미니 애니메이션이라고도 생각되고 있었다(단, 카오스도가 높았다는 것도 있는지, 일찍이 캐릭터 개편이나 당돌한 전개로 인해 일부의 팬으로부터 비판받은, 같은 부시로드 관련 작품의 미니 애니메이션인 소녀☆촌극 올스타 라이트처럼 되지 않을까 하는 불안을 품은 사람(참고). 그리고, 그 예상대로, 지금까지의 애니메이션 중에서도 최고 레벨로 카오스도가 높다, 다시 말하면 소재전개의 애니메이션인 것이 밝혀졌다.

## 내용
- 전술한 바와 같이, 본작은 지금까지의 D4DJ의 애니메이션과는 전혀 다른 작풍이 되어 있다.
- 재생시간은 1분 정도.
- 주제가가 존재하지 않는다(단편 동영상이기 때문에 당연하기는 하지만).
- 이야기의 메인이 되는 유닛의 순서가, 제10화 시점에서 Happy Around!(제2화~제6화)→Lyrical Lily(제7화~제12화)→후쿠시마 노아(제13화).
- 전술한 바와 같이 아카이브가 쇼트 동영상.
- 효과음이나 보이스는 있지만 음악이 흘러나오지 않는다.
- 그리고 무엇보다 지금까지의 어떤 애니메이션 시리즈보다 카오스도가 단숨에 상승하고 있다.게다가 카오스도가 상당히 높아지고 있는 것도 있는지, 전혀 다른 작화가 되어 버리거나, 일부 캐릭터가 절대 말하지 않을 대사를 말하는 등, (본편에 관계없는 이야기라고는 해도) 비교적 하고 싶은 대로 하고 싶다.

## 여담
- 제2화에서는, 초반의 씬에서, 무니가 FX로 있는 돈 전부 녹이는 사람의 얼굴이 되어 있는 씬을 확인할 수 있다.덧붙여 레이가 나뭇가지로 린쿠의 귀에 찌르는 장면(게다가 린쿠는 아무렇지도 않은 듯한 얼굴을 하고 있다) 때에 표정이 변화해, 초조한 표정이 된다.
- 이하의 캐릭터는 특정한 이야기에서 대사가 없는 캐릭터로 되어 있다. 그러나, 실질 대사가 없는 캐릭터라도, 동영상의 설명에서는, 캐스트에 그 캐릭터의 성우가 쓰여져 있다.단, 예외로서 제1화는, 대사 없이 등장한 마사히데, 무에, 레이의 성우가 쓰여져 있지 않다.
  - 제4화 노니(대사가「……」뿐)
  - 제8화, 제13화의 미몽(전자는 버그로 의도하지 않은 거동으로 되어 있다.후자는 대사가 없다.)
  - 제12화 하루나&호도(대사가 없다)
- 제5화에서 색이 입혀지지 않은(즉 밑그림) 상태의 도월려가 등장했는데, 본작 이외에도 색이 입혀지지 않은 상태의 캐릭터가 등장한 이야기가 여럿 존재하고 있다.(대표적인 예로 하우스 오브 마우스의 '잘리는 건 누구야?'(두 명의 남성 손님)나 애니메이션판 별 커비의 '별들의 데데'(파이어데데 등)가 존재한다. 단, 이유는 전혀 다르다.
- 제8화의 공개일은 미몽의 생일 전날이다.
- 제8화에서는, 미이코의 「분명 이상한 패치에라도 맞아버렸어!」의 뒤에 하루나가 「그런...굴처럼이라는 발언을 했다.미이 발언의 경우는 프로그램의 일부를 수정한다는 의미인 반면, 하루나의 발언의 경우는 쉽게 설명하면 식중독에 걸린다는 것을 보여주기 때문에 미묘하게 대화가 조금 맞지 않는다.
- 제10화에서 경험치가 쌓인 미몽이 세 개의 목으로 진화하는 전개가 있지만, 실은 원래의 소재라고 생각되는 포켓몬에서도, 경험치가 쌓인다=레벨 업하는 것으로 세 개의 목으로 진화하는 포켓몬으로서, 도드리오 등이 존재하고 있다(참고로, 도드리오도 목끼리 싸우는 일이 있는 종족이다).
  - 덧붙여 미몽이 세 개의 목으로 진화하는 전개에서의 BGM은, 원래의 소재라고 생각되는 포켓몬의 BGM은 역시 사용되지 않고, 대신에 몰래카메라 대성공의 BGM이 흐른다.
- 지난 12화에서 마시멜로가 바닥에 떨어진 후 화면 아래에 "※떨어진 마시멜로는 스태프 일동이 맛있게 먹었습니다."라는 글이 등장한다.
- 본작은 매주 수요일 오후 9시에 공개되는 「수요일의 D4DJ」의 1시간 후에 전달되는 것이 많지만, 2024년 1월 3일에서는, 그 날에 공개 예정이었던 「수요일의 D4DJ 라이브 영상 전달 스페셜」이 여러 사정에 의해 공개 중지되었다 때문에, 본작의 신작의 전달도 휴지되었다.
- 전술한 바와 같이, 본작은 2024년 1월 24일에 최종회를 맞이했다.
  - 때문에 본작에 출연한 해피아라&릴리릴리&노아를 제외한 나머지 D4DJ 캐릭터들은 미출연으로 마무리됐다.본작에 등장하고 있는 메인 캐릭터가 전원 출연하지 않는, 부시로드 관련 작품의 쇼트 애니메이션은 본작이 처음이다.
- 2024년 6월 20일부터, D4DJ의 운영을 부시로드에서 주식회사 도너츠로 이관하는 것이 발표되었다.이에 따라 운영 이관 전 D4DJ 애니메이션은 본작이 최종작이 됐다.